# 실드 포터블
실드 포터블(영어: Shield Portable)은 엔비디아에서 2013년 7월 31일 출시한 휴대용 게임기이다.
실드 포터블은 안드로이드에서 실행된다. 안드로이드의 롤리팝 5.1, 플립(폼) 130mm(5인치) 터치 스크린 디스플레이를 특징으로 한다. 해상도는 1280×720이다. 장치는 엑스박스 360 컨트롤러와 모양이 유사하며 제어 설정에서 두 개의 아날로그 조이스틱이 있다. D패드 및 기타 버튼과 엔비디아의 테그라 4 프로세서를 사용하는 최초의 장치이다. 원래 이름은 실드 또는 엔비디아 실드였으나, 실드 태블릿의 출시 이후로는 실드 포터블이라고 불린다. 수년째 품절 상태여서 단종될 것으로 생각되지만 아직 엔비디아 측 공식 발표는 없었다.

## 특징
엔비디아의 게임스트림 제품군을 통해 실드 포터블을 사용하면 지포스 GTX 650 이상의 비디오 카드(이전에는 지포스 PC 스트리밍으로 알려짐)가 장착된 데스크톱 PC에서 실행되는 게임을 스트리밍할 수 있다. 실드 포터블용 안드로이드 4.4.2 업데이트에는 실드 포터블을 720p, 1080p 또는 4K 해상도(무선 연결 또는 MicroHDMI 사용)로 TV에 연결하고 블루투스 컨트롤러 및 소프트웨어로 제어할 수 있는 콘솔 모드가 추가되었다. 화면 제어 버튼을 기본적으로 지원하지 않는 안드로이드 게임용 기기의 하드웨어 버튼에 매핑하기 위한 것이다.
엔비디아의 자체 TegraZone 시장 및 지포스 NOW 게임 스트리밍 서비스를 통해 제공되는 독점 게임과 함께 실드 포터블은 대부분의 다른 안드로이드 기반 장치와 마찬가지로 구글 플레이 스토어에도 액세스할 수 있다.

## 소프트웨어 업데이트
엔비디아는 2015년 7월 23일에 실드 포터블 소프트웨어 업그레이드 103을 출시했다. 이 업그레이드에는 안드로이드 5.1, 크롬캐스트 지원을 추가하여 TV에 연결하고 안드로이드 5.1에서 작동하지 않는 일부 게임을 제거했다. 미라캐스트 지원도 제거되었다.
엔비디아는 2015년 9월 3일에 실드 포터블 소프트웨어 업그레이드 106을 출시했다.
엔비디아는 2016년 7월 6일에 실드 포터블 소프트웨어 업그레이드 110을 출시했다.

## 비판적 수용
엔비디아 실드 포터블은 비평가들로부터 엇갈린 반응을 받았다. 일반적으로 리뷰어들은 장치의 성능을 칭찬했지만 비용과 가치 있는 게임의 부족을 비판했다. IGN의 스콧 로(Scott Lowe)는 실드 포터블에 6.8/10점을 주면서 "비용이 비현실적이고 매력적인 게임이 부족하다"고 지적했다. Engadget의 리뷰에서는 이 시스템의 "매우 인상적인 PC 게임"을 언급했지만, 높은 가격으로 인해 이 장치는 특히 시장에 있는 유사한 휴대용 게임기와 비교할 때 휴대용 게임 콘솔로서 판매가 쉽지 않았다고 언급했다. CNET의 에릭 프랭클린(Eric Franklin)은 장치 리뷰에 따르면 엔비디아 실드는 이전의 모든 모바일 제품을 거의 능가하는 성능을 갖춘 매우 잘 만들어진 장치이다. 그러나 대부분의 새로운 콘솔 출시와 마찬가지로 현재 사용할 수 있는 게임 수가 부족하다. 이 장치에 대한 유로게이머(Eurogamer)의 포괄적인 리뷰는 장치와 해당 기능에 대한 자세한 설명을 제공한다. 결론은 다음과 같다. "현재 1세대 실드 포터블은 매우 틈새 시장에 있는 고급 제품이다. 즉, 시장에서 가장 강력한 안드로이드 시스템으로, 베타 버전에서 매우 인상적인 PC 게임과의 고유한 연결 고리를 갖추고 있다."